# 新街街道 (杭州市)
新街街道，中国浙江省杭州市萧山区下辖的一个街道办事处。辖区总面积49.7平方公里，总人口6万。街道办事处所在地为府前路。
2014年7月22日，新街镇更名为新街街道。

## 辖区
新街街道辖有：
- 社区(3)：长山社区、新和社区、花城社区；
- 行政村(15)：盈中村、沿江村、双圩村、元沙村、芝兰村、新塘头村、陈家园村、新盛村、盛乐村、盛中村、江南村、山末址村、同兴村、盛东村、长山头村。